# Martha (film 1974)
Martha è un film di Rainer Werner Fassbinder del 1974. Il film fu realizzato su pellicola 16 mm per il canale ARD della televisione tedesca.

## Trama
Martha è una giovane donna che lavora presso la biblioteca di Costanza, in Germania. Durante un viaggio in Italia rimane orfana del padre che si accascia, colpito da infarto, sulla scalinata di Trinità dei Monti. Poco dopo intravede un uomo di sfuggita. Il loro sguardo, che si incrocia per un attimo, fissa il triste destino dell'ignara Martha.
Tornata in Germania, viene a conoscere Helmut, un uomo all'apparenza perfetto: un buon lavoro nell'industria del cemento, una bella casa, parole giuste per ogni occasione, tanto che risulta anche noioso. Egli non è altro che l'uomo intravisto all'inizio. I due si sposano e la donna è inizialmente felice. Tuttavia l'eccessiva "normalità" dell'uomo si rivela piano piano repressiva nei confronti di Martha, che viene sottoposta a una continua violenza psicologica, ed Helmut arriva anche a violentarla. Martha viene plasmata: per gelosia il marito arriva a proibirle persino di uscire di casa. Inoltre, infuriato per i suoi gusti musicali (lei ama Donizetti come il padre mentre il marito vuole imporle Orlando di Lasso, meno "svenevole" secondo i suoi gusti) e perché non ha apprezzato un libro sull'industria del cemento che le è stato imposto, abbandona la casa per qualche giorno, trovando al ritorno i desideri realizzati.
Martha precipita progressivamente in una forma di terrore misto a follia, cui fa da pendant la condotta del marito, per il quale la moglie è sostanzialmente il mobile più prezioso e piacevole della sua bella ed austera casa, oltre che una delle fonti della rispettabilità della sua posizione in società.
Martha è paralizzata, succube senza motivo di un uomo che ormai sembra essere arrivato a possederla totalmente, privandola di ogni volontà autonoma. La scena forse più intensa è quella in cui la reclusa Martha, spesso lasciata sola dal marito fuori per lavoro, decide di comprare un gatto per sentire la vicinanza di un essere vivente. Helmut le fa poi trovare morta la povera bestia, e Martha, china a terra sul corpo esanime dell'animale e in preda alla disperazione, viene violentemente presa da Helmut che la possiede "con passione".
Martha, piena di graffi in viso, vorrebbe raccontare le violenze subite ad un'amica, ma non ci riesce, perché pensa che non le crederebbe. L'ultima speranza è l'amico Kaiser che si era offerto di aiutarla e che lei tenta disperatamente di contattare. Trovatolo, è in preda al terrore ed è convinta che il marito la stia seguendo. Saliti in macchina, accelerano perché Martha crede che l'automobile del marito la stia seguendo (ma in realtà si tratta di un veicolo che nulla ha a che fare con la vicenda) e, nell'incidente che ne deriva, Kaiser muore e Martha perde l'uso delle gambe. Nel letto di ospedale, l'infermiera le dà la triste notizia le lascia però intendere che per fortuna avrà sempre al suo fianco un marito irreprensibile e premuroso come Helmut (che, non abbandonandola, rivela una fedeltà che potremmo dire morbosa).

## Produzione
Stando alla testimonianza del direttore della fotografia Michael Ballhaus il film fu girato in 26 giorni, durante una pausa forzata della lavorazione di Effi Briest, quasi sempre con lo stesso obbiettivo (Fassbinder non voleva zoom), su pellicola 16 mm.

## Distribuzione
Dopo essere stato trasmesso una sola volta il 28 maggio 1974 dalla ARD, che lo produsse, il film venne bloccato per vent'anni per controversie sui diritti d'autore reclamati dagli eredi di Cornell Woolrich. Fassbinder aveva sempre negato di essersi ispirato al racconto di Woolrich ma, successivamente alla sua morte, la Filmverlag e la Fondazione Fassbinder decisero di sanare la situazione pagando i diritti, inserendo il nome dell'autore del soggetto nei titoli e riversando il film su pellicola da 35 mm. Così fu possibile vederlo nel resto del mondo solo a partire dalla presentazione al Festival di Venezia del 1994.

## Colonna sonora
La colonna sonora è tratta dal Concerto n.1 per violino di Max Bruch.